# Lucio Cecchinello
Lucio Cecchinello (21 de octubre de 1969, Venecia, Italia) es un expiloto de motociclismo Italiano. Actualmente es director y creador del equipo Team LCR que empezó a operar en el año 1996 hasta la fecha.

## Resultados en el Campeonato del Mundo
Sistema de puntuación de 1993 hasta 2022:
| Posición | 1.º | 2.º | 3.º | 4.º | 5.º | 6.º | 7.º | 8.º | 9.º | 10.º | 11.º | 12.º | 13.º | 14.º | 15.º |
| Puntos   | 25  | 20  | 16  | 13  | 11  | 10  | 9   | 8   | 7   | 6    | 5    | 4    | 3    | 2    | 1    |

### Por temporada
| Temp.   | Cat.  | Moto      | Equipo         | Carreras | Victorias | Podios | Poles | V.Ráp. | Pts | Pos. |
| ------- | ----- | --------- | -------------- | -------- | --------- | ------ | ----- | ------ | --- | ---- |
| 1993    | 125cc | Gazzaniga | Team Gazzaniga | 12       | 0         | 0      | 0     | 0      | 0   | NC   |
| 1994    | 125cc | Honda     | Team GIVI      | 14       | 0         | 0      | 0     | 0      | 5   | 30.º |
| 1996    | 125cc | Honda     | Team LCR       | 15       | 0         | 0      | 0     | 0      | 59  | 15.º |
| 1997    | 125cc | Honda     | Team LCR       | 15       | 0         | 0      | 0     | 0      | 73  | 14.º |
| 1998    | 125cc | Honda     | Team LCR       | 13       | 1         | 3      | 0     | 1      | 130 | 5.º  |
| 1999    | 125cc | Honda     | Team LCR       | 16       | 0         | 4      | 3     | 0      | 108 | 9.º  |
| 2000    | 125cc | Honda     | Team LCR       | 16       | 0         | 0      | 0     | 0      | 91  | 11.º |
| 2001    | 125cc | Aprilia   | Team LCR       | 16       | 1         | 4      | 1     | 2      | 156 | 4.º  |
| 2002    | 125cc | Aprilia   | Team LCR       | 16       | 3         | 5      | 0     | 5      | 180 | 4.º  |
| 2003    | 125cc | Aprilia   | Team LCR       | 16       | 2         | 3      | 0     | 2      | 112 | 9.º  |
| Total   | Total | Total     | Total          | 149      | 7         | 19     | 4     | 10     | 909 |      |
| Fuente: |       |           |                |          |           |        |       |        |     |      |

### Por categoría
| Categoría | Temporadas | Carreras | Victorias | Podios | Pole | V.Rap | Pts. | WC |
| --------- | ---------- | -------- | --------- | ------ | ---- | ----- | ---- | -- |
| 125 cc    | 1993-2003  | 149      | 7         | 19     | 4    | 10    | 909  | –  |
| Total     | 1993–2003  | 149      | 7         | 19     | 4    | 10    | 909  | –  |

### Carreras por año
(Carreras en negrita indica pole position, carreras en cursiva indica vuelta rápida)
| Año  | Clase | Moto      | 1       | 2       | 3       | 4       | 5       | 6       | 7       | 8       | 9       | 10      | 11      | 12      | 13      | 14      | 15      | 16      | Pos. | Pts |
| ---- | ----- | --------- | ------- | ------- | ------- | ------- | ------- | ------- | ------- | ------- | ------- | ------- | ------- | ------- | ------- | ------- | ------- | ------- | ---- | --- |
| 1993 | 125cc | Gazzaniga | AUS DNQ | MAL Ret | JPN Ret | SPA 18  | AUT 28  | GER 26  | NED Ret | EUR 18  | RSM 25  | GBR 26  | CZE 24  | ITA Ret | USA 22  | FIM     |         |         | NC   | 0   |
| 1994 | 125cc | Honda     | AUS 18  | MAL 21  | JPN DNS | SPA 19  | AUT 19  | GER 14  | NED 15  | ITA Ret | FRA     | GBR 23  | CZE 17  | USA 17  | ARG Ret | EUR 14  |         |         | 30.º | 5   |
| 1996 | 125cc | Honda     | MAL Ret | INA 12  | JPN 7   | SPA Ret | ITA 6   | FRA Ret | NED Ret | GER 14  | GBR 9   | AUT 18  | CZE 8   | IMO Ret | CAT Ret | BRA 7   | AUS 6   |         | 15.º | 59  |
| 1997 | 125cc | Honda     | MAL 10  | JPN Ret | SPA 15  | ITA 8   | AUT Ret | FRA Ret | NED Ret | IMO Ret | GER 5   | BRA 8   | GBR 10  | CZE 5   | CAT 6   | INA 13  | AUS 7   |         | 14.º | 73  |
| 1998 | 125cc | Honda     | JPN 4   | MAL 12  | SPA Ret | ITA Ret | FRA 5   | MAD 1   | NED 4   | GBR 6   | GER DNS | CZE 3   | IMO Ret | CAT 4   | AUS 7   | ARG 3   |         |         | 5.º  | 130 |
| 1999 | 125cc | Honda     | MAL 17  | JPN 6   | SPA 2   | FRA Ret | ITA 4   | CAT 5   | NED Ret | GBR Ret | GER 3   | CZE 3   | IMO Ret | VAL Ret | AUS 2   | RSA 8   | BRA 21  | ARG Ret | 9.º  | 108 |
| 2000 | 125cc | Honda     | RSA 11  | MAL 18  | JPN Ret | SPA 6   | FRA 7   | ITA Ret | CAT Ret | NED 4   | GBR 7   | GER Ret | CZE 4   | POR 4   | VAL 8   | BRA 5   | PAC DSQ | AUS Ret | 11.º | 91  |
| 2001 | 125cc | Aprilia   | JPN 6   | RSA 19  | SPA 2   | FRA 5   | ITA Ret | CAT 1   | NED Ret | GBR 5   | GER 5   | CZE 2   | POR 16  | VAL 8   | PAC 4   | AUS 5   | MAL 3   | BRA Ret | 4.º  | 156 |
| 2002 | 125cc | Aprilia   | JPN 9   | RSA Ret | SPA 1   | FRA 1   | ITA 6   | CAT 4   | NED 5   | GBR Ret | GER Ret | CZE 1   | POR 6   | BRA 10  | PAC Ret | MAL 2   | AUS 2   | VAL 8   | 4.º  | 180 |
| 2003 | 125cc | Aprilia   | JPN 4   | RSA 8   | SPA 1   | FRA 2   | ITA 1   | CAT Ret | NED 16  | GBR 10  | GER 8   | CZE Ret | POR Ret | BRA 18  | PAC Ret | MAL Ret | AUS Ret | VAL 9   | 9.º  | 112 |